# Marienetta Jirkowsky

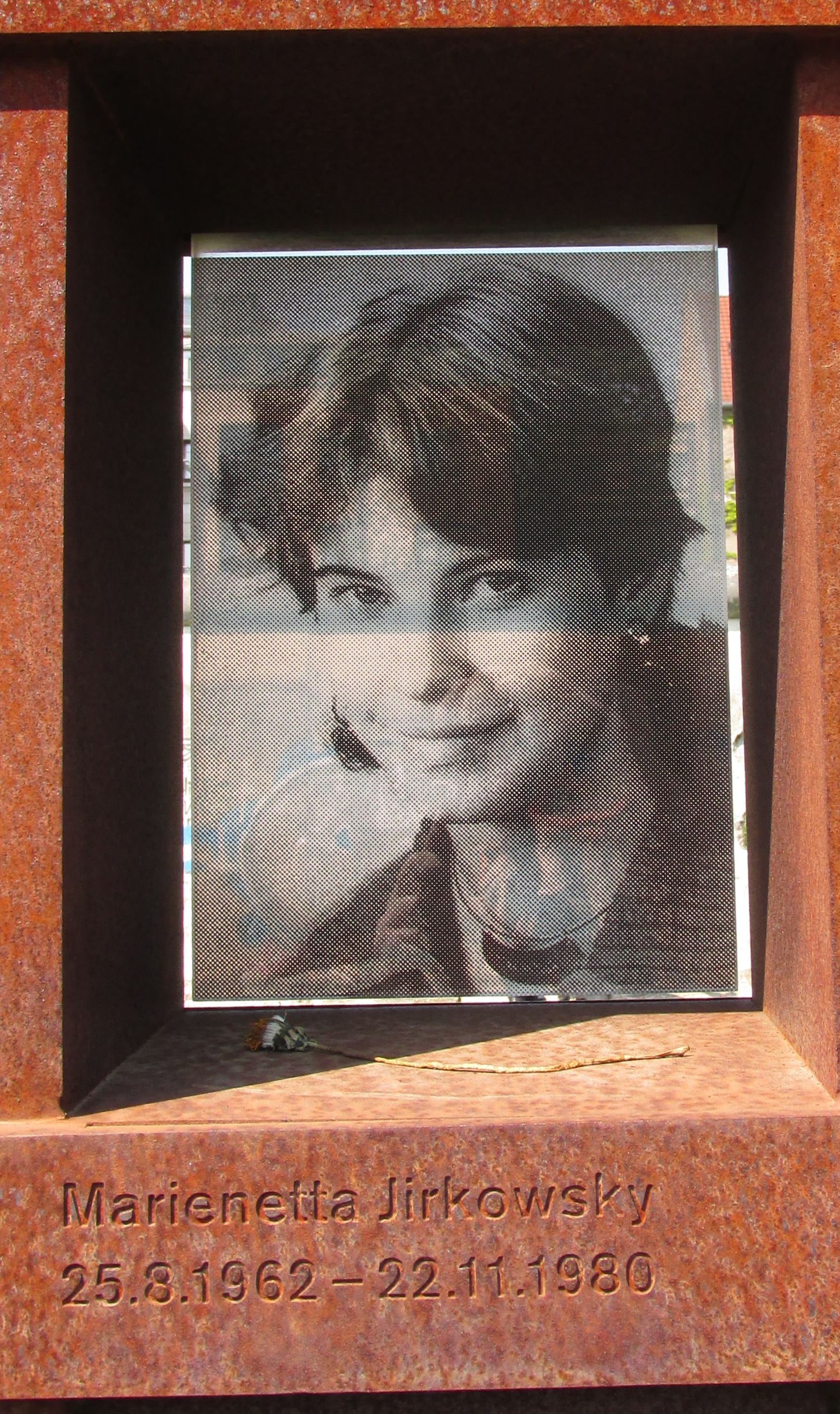
Marienetta Jirkowsky im Fenster des Gedenkens der Gedenkstätte Berliner Mauer

Marienetta Jirkowsky (* 25. August 1962 in Bad Saarow-Pieskow; † 22. November 1980 in Hennigsdorf) war ein Todesopfer an der Berliner Mauer. Sie wurde bei einem Fluchtversuch an der Berliner Mauer zwischen Hohen Neuendorf und Berlin-Frohnau von Grenzsoldaten der DDR angeschossen und erlag wenig später ihren Verletzungen.

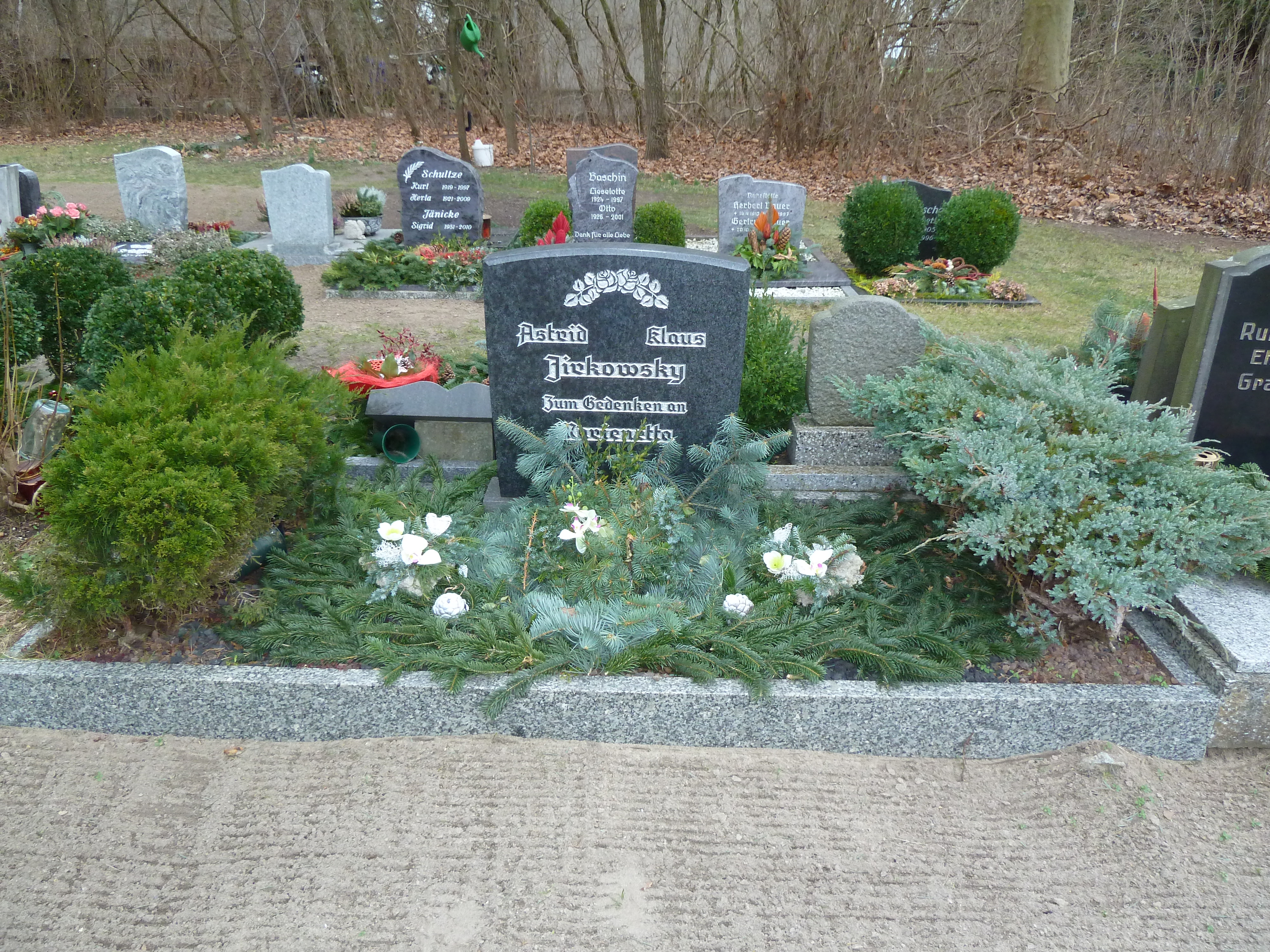
Blick auf das Familiengrab der Familie Jirkowsky, Friedhof Spreenhagen

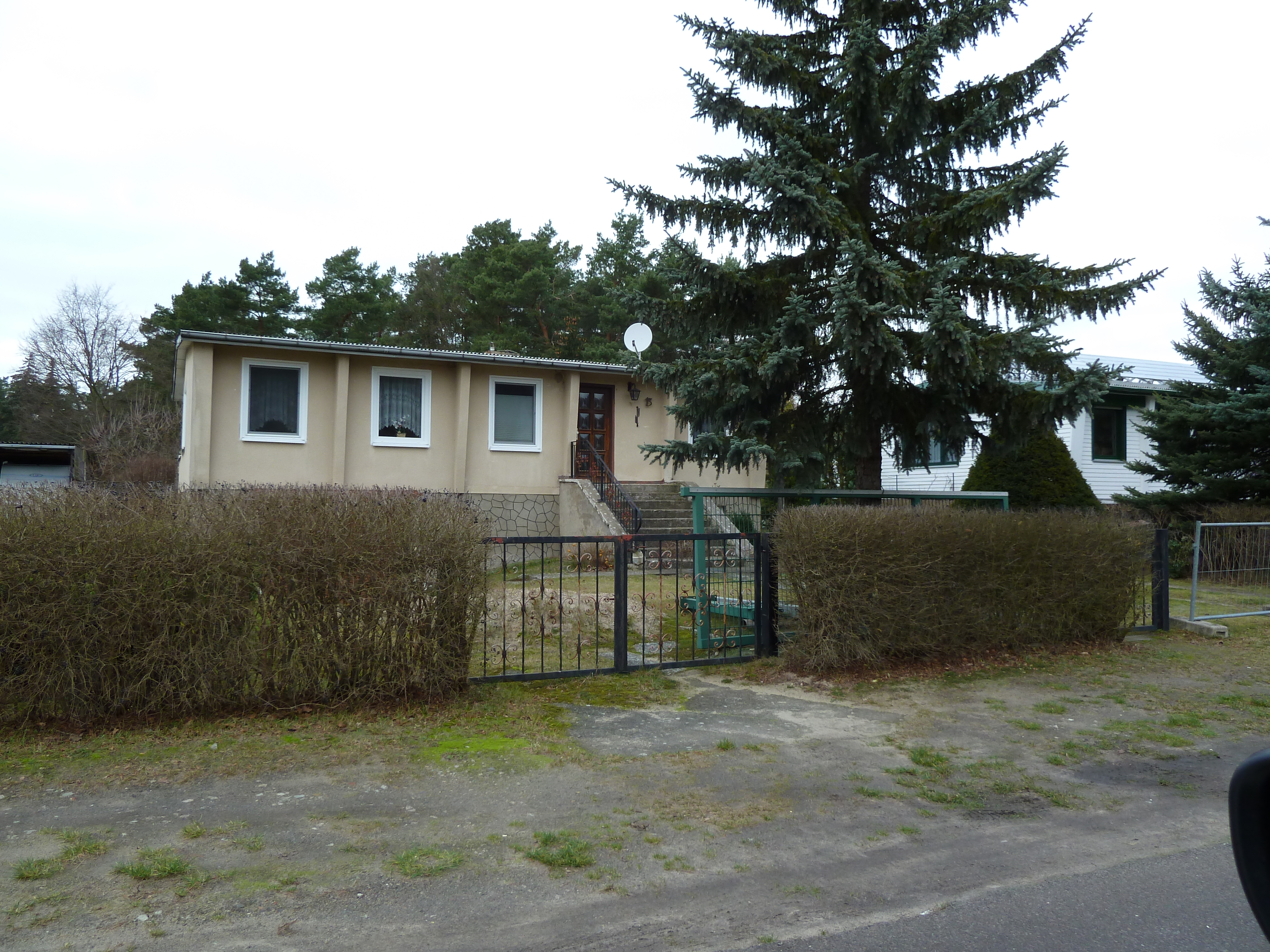
Letzter Wohnsitz von Marienetta Jirkowsky vor ihrem Tod im Jahr 1980, auf Birkenweg 13, Spreenhagen

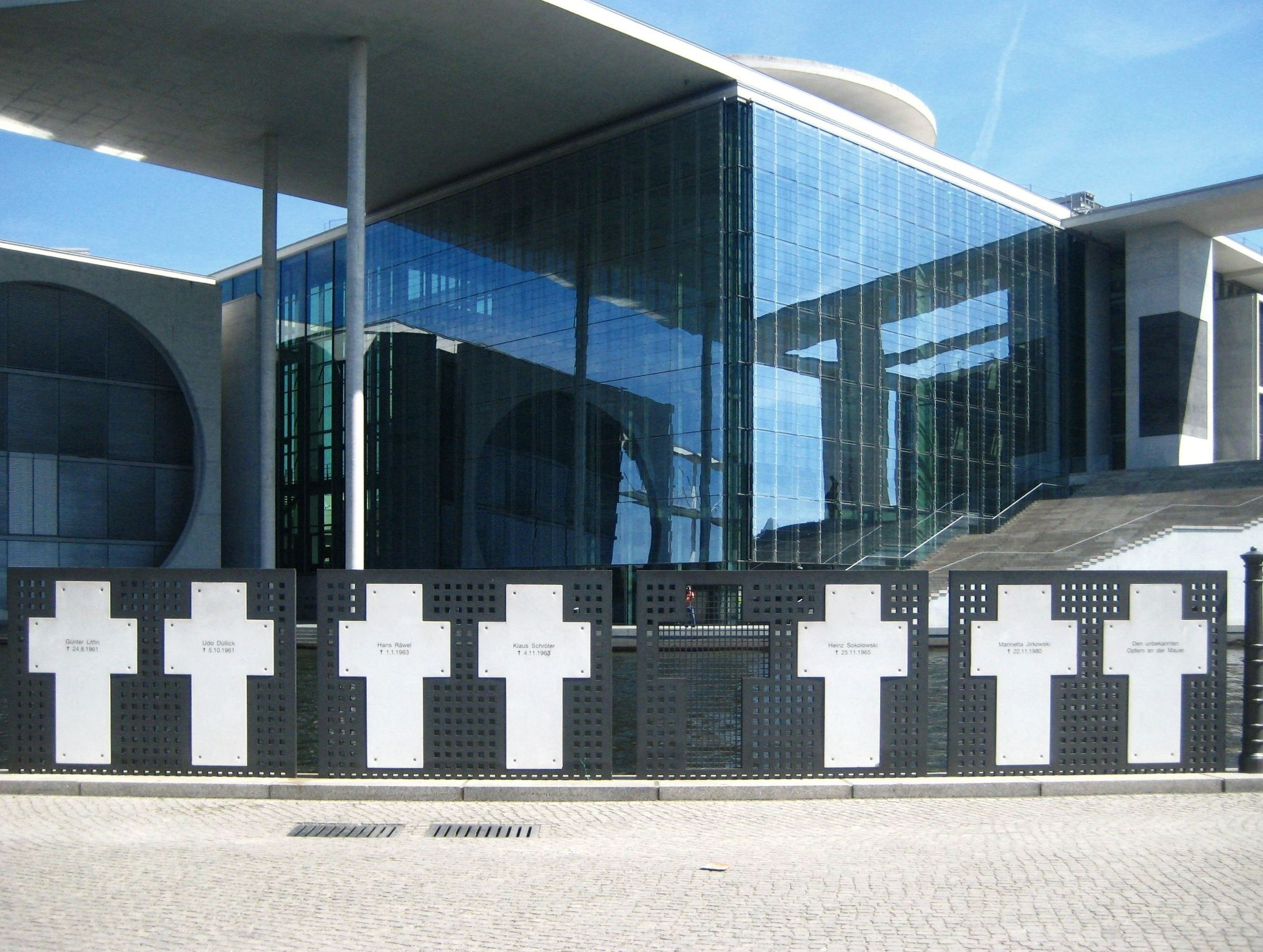
Gedenkstätte Weiße Kreuze – das zweite Kreuz von rechts ist Marienetta Jirkowsky gewidmet

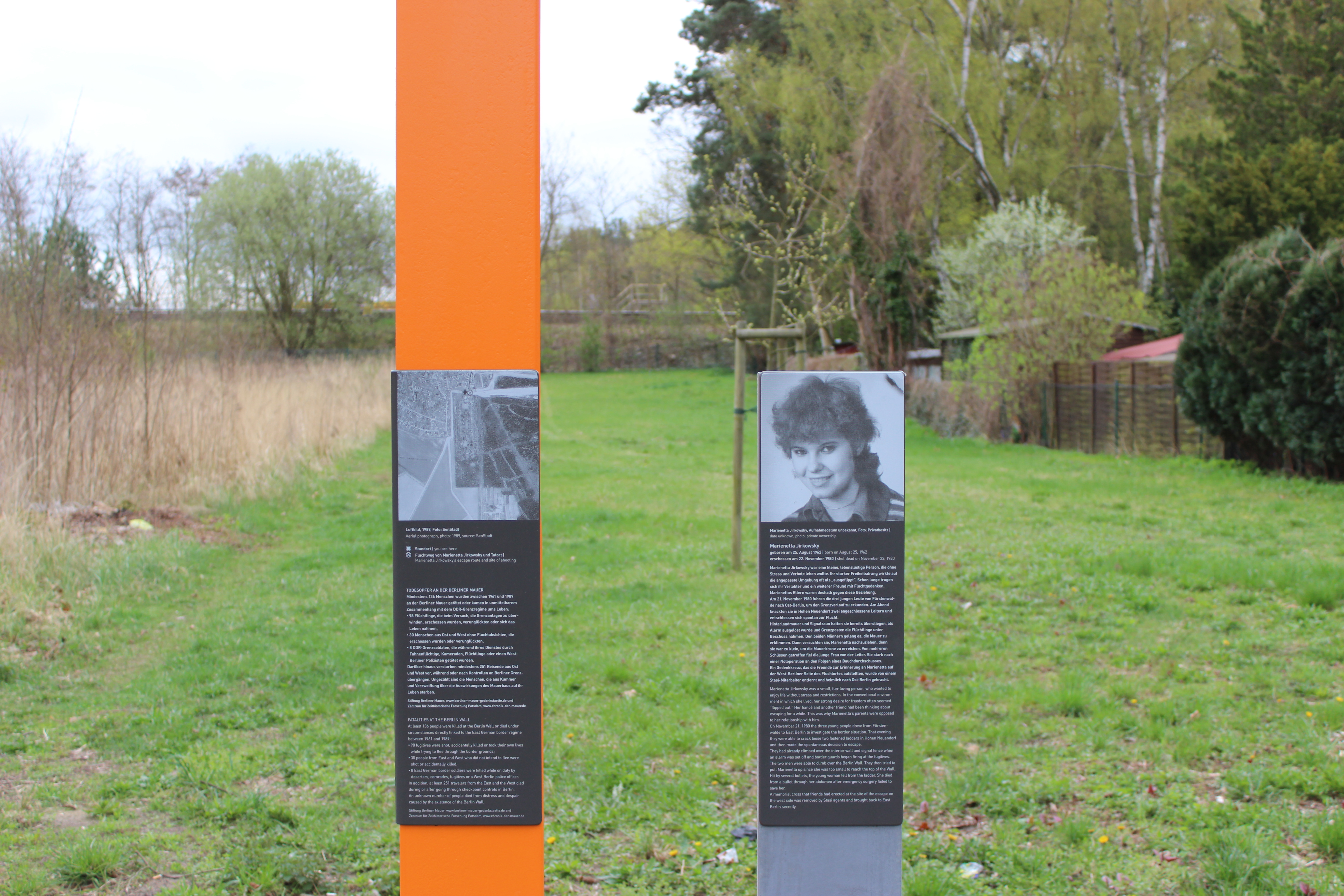
Gedenkstele für Marienetta Jirkowsky in Hohen Neuendorf, im Hintergrund ehemaliger Mauerstreifen mit dem Tatort (Stand April 2014)

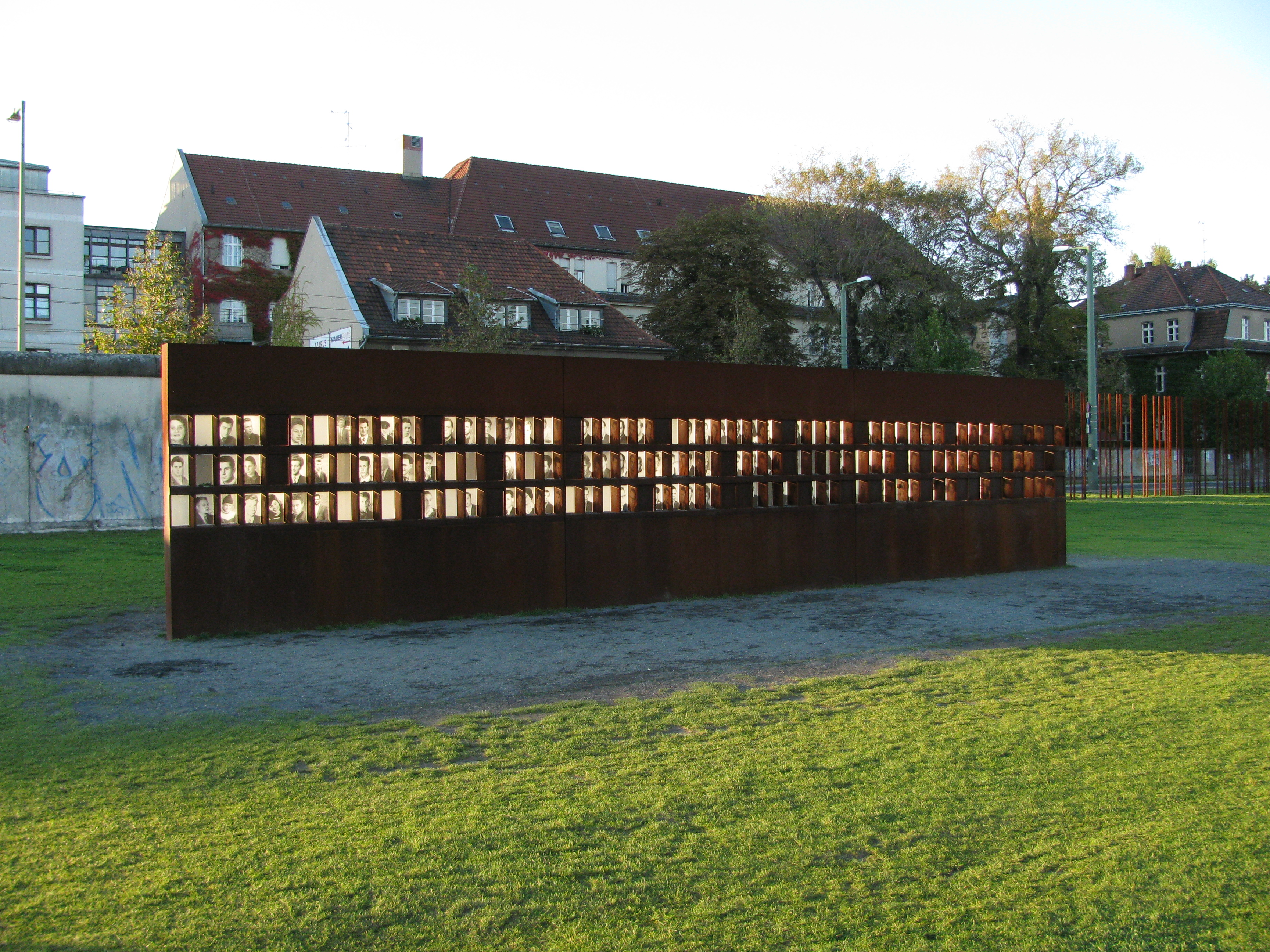
Das Fenster des Gedenkens. In einem der Fenster im rechten Drittel des Mahnmals wird mit einem Foto an Marienetta Jirkowsky erinnert

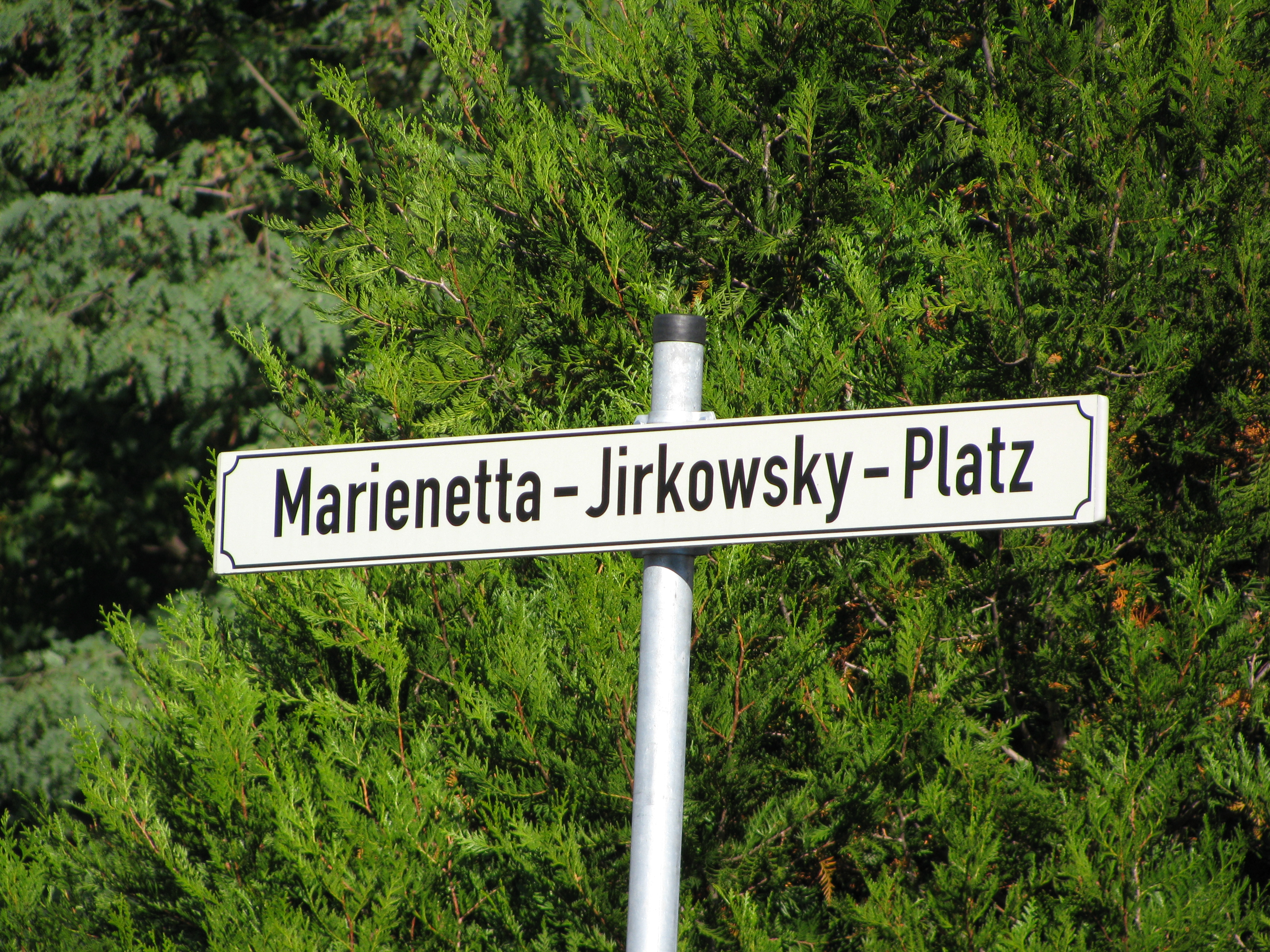
Marienetta-Jirkowsky-Platz in Hohen Neuendorf

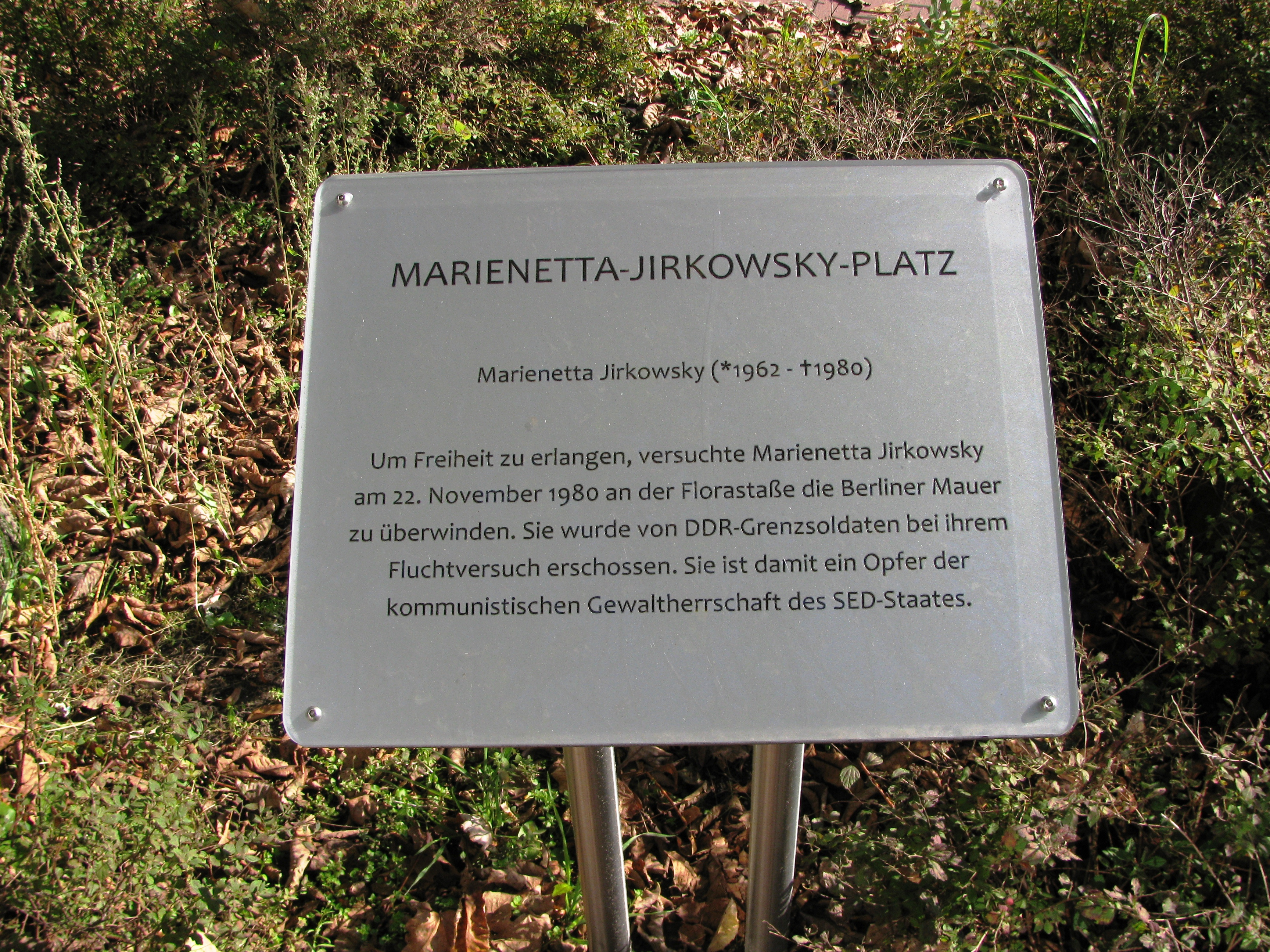
Gedenktafel am Marienetta-Jirkowsky-Platz in Hohen Neuendorf

## Leben
Sie war das einzige Kind des gelernten Maurers Klaus Jirkowsky und dessen Frau Astrid und verbrachte ihre Kindheit in Spreenhagen; ihr letzter Wohnsitz war Birkenweg 13 in Spreenhagen. Während der Schulzeit hatte sie wenig Kontakt zu Mitschülern, half in ihrer Freizeit in einem Altersheim im Nachbarort und war bei den Senioren sehr beliebt. Im Reifenkombinat Fürstenwalde, in dem auch ihre Mutter arbeitete, begann sie 1979 eine Ausbildung zur Textilfacharbeiterin. Mit 18 Jahren verlobte sie sich mit dem 24-jährigen Peter W. Dieser lebte in Scheidung, trank viel Alkohol, wechselte häufig seine Arbeitsstellen und war in der Vergangenheit mehrmals mit dem Gesetz in Konflikt geraten. Das Verhältnis der beiden war ambivalent; mehrmals wurde Peter W. seiner Verlobten gegenüber gewalttätig, die sich dennoch zu ihm hingezogen fühlte. Eine Heirat wurde von ihren Eltern abgelehnt, die auch Behörden zur Hilfe riefen und ein polizeiliches Umgangsverbot gegen Peter W. erwirkten.

## Fluchtversuch
Ihre Flucht über die Berliner Mauer planten Peter W. und Marienetta Jirkowsky zusammen mit dem gemeinsamen Freund Falko Vogt für die Nacht vom 22. zum 23. November 1980. Um eine günstige Stelle für die Flucht zu erkunden, fuhren sie schon am Abend des 21. November nach Hohen Neuendorf. Sie ahnten nicht, dass zu dieser Zeit nach ihnen gefahndet wurde, da Peter W. am Nachmittag in einem Lokal in Fürstenwalde/Spree einem Bekannten von den Plänen berichtet hatte. Dieser war ein Inoffizieller Mitarbeiter (IM) des Ministeriums für Staatssicherheit (MfS), der umgehend seine Dienststelle informierte, die eine sofortige Fahndung veranlasste.
Bei der Erkundung des Grenzgebietes nördlich des West-Berliner Stadtteils Frohnau konnten sie sich auf Grundstücken zweier Leitern bemächtigen, so dass sie spontan die Flucht bereits an diesem Abend beschlossen. Sie wählten als Durchbruchsstelle einen Ort am westlichen Rand des Bahndamms der damals stillgelegten S-Bahnstrecke Berlin-Frohnau – Hohen Neuendorf, genau in der Mitte zwischen den Beobachtungstürmen 20 und 21 im Sicherungsabschnitt III der dortigen Grenzanlagen. Etwa um 3:40 Uhr überwanden sie mit Hilfe des Leiterteils einer zuvor demontierten Stehleiter die Hinterlandsmauer. Den folgenden mit Stacheldraht bespannten Grenzsignalzaun erklommen sie mit Hilfe der zweiten Leiter, einer Bockleiter. Durch eine Fehlfunktion des Signalzaunes überwanden die drei Grenzflüchtlinge den Zaun zunächst unbemerkt. Erst nachdem Jirkowsky als Letzte den Signalzaun überklettert hatte und dabei die Leiter umgefallen war, wurde der Alarm ausgelöst. Sie besaßen jetzt nur noch das Stützteil der ersten, demontierten Stehleiter, mit dem sie in Richtung der letzten Grenzmauer rannten. Bei der Überwindung einer hinter dem Kolonnenweg gelegenen, als Fahrzeugsperre fungierenden Schutzplanke stolperte Jirkowsky und fiel hin.
Beim Erreichen der letzten, ungefähr 3,5 Meter hohen Grenzmauer stellten sie fest, dass das mitgeführte Leiterteil nicht bis zum Mauerrand reichte. Falko Vogt überwand die Mauer aber problemlos und sprang sofort in den Westen. Peter W. erklomm die Mauer ebenfalls ohne Probleme, blieb aber auf dem abgerundeten Mauerrand flach liegen, um Jirkowsky hochzuziehen. Ihr war es aufgrund ihrer kleineren Statur nicht gelungen, den Mauerrand zu erreichen. Bei diesem Versuch wurde auf die noch auf der letzten Leitersprosse stehende Jirkowsky geschossen, die dadurch zurück in den Todesstreifen fiel.
Nachdem der Alarm ausgelöst worden war, hatte der damals 20-jährige Postenführer der Grenztruppen vom etwa 160 Meter entfernten Beobachtungsturm 21 nach eigenen Angaben zunächst einen Warnschuss abgegeben, bevor er seine auf Dauerfeuer gestellte Kalaschnikow gezielt auf die Flüchtenden richtete. Der zweite Grenzposten schoss wenig später ebenfalls vom Turm aus, wobei er die Waffe aber nach eigenen Angaben in die Baumkronen der auf West-Berliner Seite befindlichen Bäume richtete. Die beiden am anderen, ungefähr 200 Meter entfernten Beobachtungsturm 20 eingesetzten Grenzposten waren in dieser Nacht als pendelnde Streife mit Hund eingesetzt. Nach Alarmauslösung liefen beide mit dem Hund in Richtung des Signals. Nachdem der Hund den Befehl verweigerte, die Grenzflüchtlinge zu stellen, schoss auch der Postenführer des Turmes 20 auf die Flüchtenden.
Auf Jirkowsky wurden 27 Schüsse abgegeben, die ihre Bauchorgane trafen. Nach der Bergung durch Grenzsoldaten erfolgte eine Notversorgung vor Ort durch den hinzugerufenen Regimentsarzt der Grenztruppen. Dieser lieferte die Verletzte mit einem Sanitätsfahrzeug der Grenztruppen in das neun Kilometer entfernte Kreiskrankenhaus Friedrich Wolf in Hennigsdorf ein. Damit missachtete der Regimentsarzt eine Regelung der Grenzkommandantur Mitte und des MfS, die vorsah, verletzte Grenzflüchtlinge entweder in das Armeelazarett Drewitz oder das Krankenhaus der Volkspolizei Berlin zu überführen. Die Gründe für dieses Vorgehen lagen möglicherweise in der Schwere der Verletzungen oder im jugendlichen Alter von Marienetta Jirkowsky. Darüber hinaus lagen das Armeelazarett Potsdam-Drewitz, das über keine Intensivstation verfügte, circa 45 Kilometer, das Krankenhaus der Volkspolizei Berlin ungefähr 25 Kilometer vom Tatort entfernt. Die Entscheidung des Regimentsarztes, Jirkowsky in das nahegelegene Krankenhaus Hennigsdorf zu transportieren, wurde in einer späteren Auswertung des MfS entsprechend kritisiert, da durch die Einlieferung in ein ziviles Krankenhaus ein größerer Personenkreis von dem versuchten Grenzdurchbruch Kenntnis erhielt.
Trotz Notoperation und Intensivtherapie starb Marienetta Jirkowsky gegen 11:30 Uhr an den Folgen der Schussverletzungen.

## Nachwirkung
Am 22. November 1980 wurde Jirkowskys Vater zur Volkspolizei Fürstenwalde bestellt, bei der man ihm mitteilte, dass seine Tochter im Grenzgebiet zu West-Berlin festgenommen worden war. Erst zwei Tage später informierte man ihn auch über den Tod seiner Tochter. Der Familie wurde nicht gestattet, eine Todesanzeige zu veröffentlichen. Um die trauernden Eltern in einem möglichst negativen Erinnerungsbild ihrer Tochter zu bestärken, setzte das MfS insgesamt fünf IM auf diese an. Unter diesen IM war die damalige Hausärztin von Astrid Jirkowsky besonders erfolgreich. Die Beisetzung erfolgte am 14. Dezember 1980 auf dem Friedhof Spreenhagen, der beinahe komplett von Mitarbeitern der Staatssicherheit abgeriegelt worden war.
Peter W. und Falko Vogt gaben nach ihrer Flucht ausführliche Interviews in West-Berliner Medien und errichteten an der Durchbruchsstelle in Frohnau ein Gedenkkreuz für Marienetta Jirkowsky. Das MfS setzte deshalb umgehend vier in West-Berlin agierende IM, darunter Gero Hilliger (Deckname „IMB Brunnen“), auf die Männer an. Diese sollten sich das Vertrauen der beiden erschleichen und sie animieren, sich hoch zu verschulden, um sie später bloßstellen und kriminalisieren zu können. Bei ihrer Bespitzelung gelangten die IM an die Information, dass die Männer versuchten, über einen in der DDR akkreditierten Korrespondenten des Magazins Stern in den Besitz eines Fotos von Marienetta Jirkowsky zu gelangen, um dieses zu veröffentlichen. Durch die IM gewarnt, konfiszierte das MfS daraufhin sämtliche Fotos, Ausweise und andere Dokumente von Marienetta Jirkowsky in deren Familie, bei Freunden und Bekannten. Erst 2010 fand man die damals beschlagnahmten Bilder und Dokumente in einem versteckten Bestand der Archive des BStU.
Im März 1981 demontierte und entwendete Hilliger das in Frohnau aufgestellte Gedenkkreuz, brachte es heimlich in die DDR und übergab es seinem Führungsoffizier.
Nach der Deutschen Wiedervereinigung wurde der damalige Postenführer des Beobachtungsturms 21 in einem 1995 geführten Mauerschützenprozess von der Jugendstrafkammer des Landgerichts Neuruppin zu einer Freiheitsstrafe von 15 Monaten auf Bewährung wegen Totschlags in einem minder schweren Fall verurteilt. Ein weiterer mutmaßlicher Todesschütze, der damalige Postenführer des Beobachtungsturmes 20, wurde nicht angeklagt, weil er nicht auffindbar war und das Gericht annahm, er sei bereits verstorben.

## Unterschiedliche Namensschreibweisen
In der Literatur, an Gedenkorten, aber auch in persönlichen Schriftstücken und amtlichen Dokumenten erfolgte eine unterschiedliche Namensschreibweise Marienetta Jirkowskys. Dies liegt vermutlich daran, dass sie ihren Namen in handschriftlichen Dokumenten oftmals abgeändert in der Variante „Marinetta“ ausschrieb. Ihr Nachname, der mehrfach in der Literatur und auch in persönlichen Dokumenten wie dem Lichtbildausweis des Lehrlingswohnheims als „Jirkowski“ angegeben ist, entspricht einer in Deutschland häufiger verbreiteten Variante des Namens. Ihr korrekter Name, der in ihrem Personalausweis angegeben war und der auch auf dem Grabstein des Familiengrabes in Spreenhagen steht, lautet Marienetta Jirkowsky.

## Gedenken
An das Schicksal der nur 18 Jahre alt gewordenen Marienetta Jirkowsky wird heute an verschiedenen Orten erinnert. So findet sich ihr Name an einem der 14 Kreuze der Gedenkstätte Weiße Kreuze am Reichstagufer in Berlin (Schreibweise „Marinetta Jirkowski“).
Die Umbenennung eines Platzes in Hohen Neuendorf zum Gedenken an sie war 2009 durch die Stadtverordnetenversammlung vorgesehen, wurde aber von Jirkowskys Tante Bärbel Kultus vehement abgelehnt. Diese Tante agierte als Sprecherin der Familie, da beide Eltern Jirkowskys mittlerweile verstorben waren. Die Tante äußerte, es sei kein Verdienst, an der Mauer gestorben zu sein. Im Jahr 2010 wurde bekannt, dass diese Tante neben ihrer früheren Tätigkeit als DDR-Kommunalpolitikerin seit 1970 auch Mitarbeiterin des Ministeriums für Staatssicherheit der DDR gewesen war (Deckname „GMS Bärbel“). Nach dem Einspruch der Tante kam es innerhalb der unterschiedlichen politischen Lager der Stadtverordnetenversammlung von Hohen Neuendorf zu einer kontrovers geführten Debatte. Zentraler Streitpunkt war die Frage, ob das öffentliche Interesse der Erinnerung an die Mauertoten höher wiege als die Privatsphäre der betreffenden Personen oder deren Familien. Nach monatelangem Ringen wurde der Beschluss durch die Stadtverordnetenversammlung letztlich bestätigt. Am 13. August 2010 wurde der Platz, ein Kreisverkehr der Bundesstraße 96, umbenannt.
Ganz in der Nähe dieses Platzes (Lage), und nur wenige Meter vom damaligen Tatort entfernt, wurde in der Florastraße eine Gedenkstele mit ihrem Namen errichtet (Schreibweise „Marinetta Jirkowsky“).
Seit Mai 2010 befindet sich ein Bild von Marienetta Jirkowsky in einem der Fenster des Mahnmals Fenster des Gedenkens der Gedenkstätte Berliner Mauer an der Bernauer Straße in Berlin.
Am 13. August 2011, dem 50. Jahrestag des Mauerbaus, wurde am Marienetta-Jirkowsky-Platz in Hohen Neuendorf eine kleine Gedenktafel eingeweiht.

## Filmische Rezeption
- Alexander Lahl, Izabela Plucińska (Die Kulturingenieure): Micki, D 2014, 5:30 min, Animationskurzfilm, Film bei Vimeo, Film bei YouTube.